# Hunters (série de televisão)
Hunters é uma série de televisão de drama americana criada por David Weil. Ele estreou em 21 de fevereiro de 2020, no Amazon Prime Video. Em agosto de 2020, a série foi renovada para uma segunda temporada.

## Premissa
A série é inspirada por vários caçadores de nazistas reais ao longo das décadas, mas não tem o objetivo de ser uma representação específica de nenhum deles. Ele segue um grupo diversificado de caçadores de nazistas vivendo em 1977 na cidade de Nova York que descobrem que criminosos de guerra nazistas estão conspirando para criar um Quarto Reich nos EUA. Um elemento paralelo da trama é a descoberta da Operação Paperclip, a operação do governo dos EUA que realoca muitos cientistas alemães (alguns deles nazistas) para os EUA.

## Elenco e personagens

### Principal
- Logan Lerman como Jonah Heidelbaum, um jovem gênio da matemática que toma o lugar de sua avó nos Hunters. Lerman se juntou ao projeto devido ao envolvimento de Jordan Peele, Alfonso Gomez-Rejon, David Weil e Nikki Toscano, e ao dilema moral da série de ser mau para combater o mal.[6]
- Al Pacino como Meyer Offerman, um filantropo polonês-judeu e sobrevivente do Holocausto que recruta e lidera os Caçadores. É o primeiro papel principal de Pacino em uma série de TV; disse o ator de longa data, "Eu perdi algumas grandes ofertas para a televisão que tinha no passado porque a coisa toda era: 'Você não faz televisão.' Isso é o que os conselheiros diriam no início. Estou falando há 30 anos."[7] O criador David Weil, que criou Hunters porque seus avós eram sobreviventes do Holocausto, descrevendo a escrita de Meyer como "eu encontrando meu avô pela primeira vez, e isso foi realmente bonito e poderoso."[8]
- Lena Olin como Coronel, líder do Quarto Reich
- Jerrika Hinton como Millie Morris, uma agente do FBI que se depara com o Quarto Reich e os Caçadores durante uma investigação de assassinato. Hinton concentrou-se mais na fé esmagadora do personagem em instituições poderosas destinadas a proteger os cidadãos, como o FBI.[9] Ao estudar o papel e também a natureza do FBI nos anos 1970, ela conversou com uma mulher negra que foi agente do FBI nos anos 1970 como Millie, chamada Jerri Williams, que, nas palavras de Hinton, foi "monumentalmente útil".[10]
- Saul Rubinek como Murray Markowitz, marido de Mindy e especialista em eletrônica dos Hunters; um sobrevivente do Holocausto judeu-alemão
- Carol Kane como Mindy Markowitz, esposa de Murray e especialista em sinais dos Hunters; uma sobrevivente do Holocausto judeu-alemão
- Josh Radnor como Lonny Flash, ator e mestre dos disfarces para os Hunters
- Greg Austin como Travis Leich, um acólito neo-nazista americano atraído para o Quarto Reich. Austin escolheu o papel depois de fazer muitos anteriores muito próximos de sua personalidade empática da vida real, e querendo se desafiar interpretando o oposto disso;[11] ele estudou personagens psicopatas em várias séries de televisão, bem como o Ted Bundy, para seu seu papel.[12]
- Tiffany Boone como Roxy Jones, um membro dos Hunters que é especialista em falsificação
- Louis Ozawa como Joe Mizushima, um veterano da Guerra do Vietnã e especialista em combate dos Hunters
- Kate Mulvany como a irmã Harriet, uma ex-agente do MI6 que agora trabalha com os Hunters; uma ex-refugiada criança judia alemã
- Dylan Baker como Biff Simpson, um subsecretário de Estado na administração Carter e secretamente um agente nazista disfarçado

### Recorrente
- Christian Oliver como Wilhelm Zuchs, "O Lobo", um médico nazista em Auschwitz que atormentou Meyer e a avó de Jonah, Ruth
- Victor Williams como o detetive Kennedy Groton
- Jonno Davies como Tobias, o homem do corpo do Coronel
- James LeGros como Hank Grimsby, antigo OSS operativo e agora chefe de Millie no FBI
- Ebony Obsidian como Carol Lockhart
- Caleb Emery como Arthur "Bootyhole" McGuigan
- Henry Hunter Hall como Sherman "Cheeks" Johnson
- Jeannie Berlin como Ruth Heidelbaum, avó de Jonah e sobrevivente de Auschwitz
- Julissa Bermudez como Maria, namorada de Millie e enfermeira
- Becky Ann Baker como secretária de comércio Juanita M. Kreps
- Celia Weston como Dottie
- Joshua Satine como Aaron Markowitz

### Convidados
- Josh Mostel como Rabino Steckler
- Barbara Sukowa como Tilda Sauer
- Judd Hirsch como Simon Wiesenthal
- Keir Dullea como Klaus Rhinehart
- William Sadler como Friedrich Mann
- John Noble como Fredric Hauser
- Victor Slezak como Wernher Von Braun
- Veronika Nowag-Jones como Gretel Fischer, uma cientista da NASA morta no primeiro episódio e investigada por Millie Morris

## Episódios
| N.º | Título                                                                                  | Dirigido por        | Escrito por                           | Exibição original       |
| --- | --------------------------------------------------------------------------------------- | ------------------- | ------------------------------------- | ----------------------- |
| 1 | "In the Belly of the Whale" "(Na Barriga da Baleia)"                                    | Alfonso Gomez-Rejon | David Weil                            | 21 de fevereiro de 2020 |
| O subsecretário de estado dos EUA, Biff, oferece um churrasco, onde um convidado fica chocado ao se lembrar dele como um nazista sênior, levando Biff a matar todos os presentes, incluindo sua própria família. Jonah testemunha o assassinato brutal de sua avó dentro de sua casa no Brooklyn e, posteriormente, jura descobrir a verdade sobre sua morte. Ele conhece o velho amigo de Ruth, Meyer Offerman, enquanto senta Shiva para Ruth. Na Flórida, uma idosa cientista da NASA, Gretel Fischer, é morta em seu chuveiro. Jonah, que é um prodígio em decifrar códigos, vê apenas algumas pistas na casa de Meyer, mas as usa para encontrar o assassino de Ruth - um dono de loja de brinquedos que era um guarda assassino no campo de concentração de Auschwitz e o assassino da irmã mais nova de Ruth. O dono da loja de brinquedos leva a melhor, mas Meyer chega e o mata. |                                                                                         |                     |                                       |                         |
| 2 | "The Mourner's Kaddish" "(O Kadish de Quem Fica)"                                       | Wayne Yip           | David Weil                            | 21 de fevereiro de 2020 |
| Meyer traz Jonah para os Caçadores, que inicialmente relutam em envolvê-lo, embora ele rapidamente ganhe alguma aceitação ao quebrar um código na correspondência do fabricante do brinquedo. Jonah descobre que Ruth era uma parte importante dos Caçadores, tendo construído seu extenso arquivo de arquivos históricos e entrevistas mais recentes. A agente do FBI Millie, investigando a morte do cientista, começa a descobrir as ligações nazistas. Travis, um mortal americano nascido nazista que trabalha para o Coronel, que lidera o movimento clandestino nazista, é enviado à Flórida para descobrir quem está matando seus membros. Os Hunters rastreiam um produtor musical que costumava ser o assassino Pied Piper do campo de concentração de Buchenwald. Os Caçadores encontram mensagens aparentemente inócuas que o homem está transmitindo secretamente, mas Jonah erra e o homem é morto antes que eles possam aprender mais. |                                                                                         |                     |                                       |                         |
| 3 | "While Visions of Safta Danced in His Head" "(E Visões da Safta Dançavam Em Sua Mente)" | Wayne Yip           | Nikki Toscano                         | 21 de fevereiro de 2020 |
| Os Markowitzes descobrem um código nas transmissões de Pied Piper, sugerindo que eventos trágicos no passado da América, incluindo o escândalo Watergate e o assassinato de RFK, eram parte de um complô nazista. As mensagens sugerem que o próximo grande evento administrado pelos nazistas ocorrerá em 13 de julho de 1977 em Nova York. Bootyhole, amigo de Jonah, que estava trabalhando na loja de quadrinhos em vez de Jonah, é morto por Travis. |                                                                                         |                     |                                       |                         |
| 4 | "The Pious Thieves" "(Os Ladrões Piedosos)"                                             | Nelson McCormick    | Mark Bianculli                        | 21 de fevereiro de 2020 |
| Os Caçadores encontram uma enorme coleção de tesouros roubados pelos nazistas, escondidos em um banco em Nova Jersey. Jonah encontra cartas escritas por Ruth, explicando o profundo afeto entre ela e Meyer enquanto no campo de concentração de Auschwitz. |                                                                                         |                     |                                       |                         |
| 5 | "At Night, All Birds are Black" "(A Noite, Todos Os Pássaros São Negros)"               | Dennie Gordon       | David J. Rosen                        | 21 de fevereiro de 2020 |
| No campo de concentração de Auschwitz, um médico conhecido como O Lobo fica desapontado quando Ruth não vai trabalhar com ele, então ele faz experiências tortuosas com Meyer em retaliação. Metade dos Hunters vai para o Alabama para perseguir um médico nazista que fez experiências em prisioneiros durante a guerra, enquanto os outros vão atrás de Tilda, uma diretora de cinema de propaganda nazista que agora trabalha como consultora política. Millie continua perseguindo suas próprias pistas sobre a presença de nazistas na América. Assaltantes desconhecidos espancaram Millie. A irmã Harriet resgata um nazista dos outros e vai embora. |                                                                                         |                     |                                       |                         |
| 6 | "(Ruth 1:16)" "((Ruth 1:16))"                                                           | Millicent Shelton   | Zakiyyah Alexander                    | 21 de fevereiro de 2020 |
| No dia do casamento da filha de Markowitz, Murray lembra como eles foram levados, com seu filho pequeno, para serem enviados a um campo de concentração, onde um oficial matou seu filho. Flashbacks mostram que a irmã Harriet foi enviada secretamente para a Inglaterra, com outras garotas alemãs, para se esconder durante a guerra. Ela chega no casamento, revelando que amarrou o nazista, que ela percebeu ser o homem que matou o menino Markowitz. Millie termina com sua namorada, temendo que ela seja atacada também. Travis invade a mansão de Meyer e é capaz de queimar muitos dos arquivos que os Hunters estão usando para rastrear nazistas. |                                                                                         |                     |                                       |                         |
| 7 | "Shalom Motherf***er" "(Shalom Piranha)"                                                | Nelson McCormick    | Eduardo Javier Canto & Ryan Maldonado | 21 de fevereiro de 2020 |
| Meyer admite que é avô de Jonah. Millie, apesar de saber que as vítimas recentes são nazistas que assassinaram milhões, está decidida a acusar Offerman de assassinato, enganando um juiz a fim de obter um mandado de prisão para Offerman. Quando Jonah resolve a parte final do código musical nazista, os Hunters descobrem uma conspiração nazista para roubar um carregamento de uma arma biológica através do porto de Nova York, causando distrações com o blecaute de Nova York em 1977 e bombardeando um vagão de metrô lotado. Murray e Jonah salvam os passageiros, mas Murray Markowitz é morto tentando desarmar a bomba. |                                                                                         |                     |                                       |                         |
| 8 | "The Jewish Question" "(A Questão Judaica)"                                             | Michael Uppendahl   | David Weil & Charley Casler           | 21 de fevereiro de 2020 |
| Mindy Markowitz mata o homem que assassinou seu filho depois de enterrar Murray, que ela ficou surpresa ao descobrir que queria um funeral judeu quando ele finalmente morreu. Meyer conta a Jonah porque ele e Ruth nunca se casaram: em Auschwitz, Meyer escolheu atirar em uma série de onze prisioneiros para impedir o Lobo de atirar em Ruth, ignorando seus apelos para deixar o Lobo atirar nela. Os Caçadores encontram o nazista e o cientista da NASA Wernher von Braun por meio do nazista Hunter Simon Wiesenthal, que é totalmente contra a equipe de Meyer matar os nazistas em vez de levá-los a tribunais legais. |                                                                                         |                     |                                       |                         |
| 9 | "The Great Ole Nazi Cookout of '77" "(O Grande Churrasquinho Nazista de 77)"            | Nelson McCormick    | Nikki Toscano                         | 21 de fevereiro de 2020 |
| O episódio começa com uma revisão das razões apresentadas para trazer os nazistas para os Estados Unidos, em primeiro lugar, para que a URSS não pudesse recrutá-los para seu governo e programa espacial. Os Caçadores atacam o bunker do Quarto Reich, destruindo-o e o xarope de milho que carregava seu patógeno antes que ele pudesse ser liberado. Durante uma luta, Jonah tem a chance de matar Travis, mas é reprimido por Millie, que prende Travis. Meyer consegue capturar o Coronel, que sugere que o patógeno não é o único plano do Quarto Reich. Uma luta começa, fazendo com que Meyer bata o carro no rio. |                                                                                         |                     |                                       |                         |
| 10 | "Eilu v' Eilu" "(Eilu v' Eilu)"                                                         | Michael Uppendahl   | David Weil                            | 21 de fevereiro de 2020 |
| Meyer é resgatado dos destroços por Harriet enquanto o Coronel é morto. Jonah começa uma busca por Wilhelm "The Wolf" Zuchs, o médico nazista que torturou Meyer e Ruth trinta anos antes. A partir de pistas, Jonah descobre os arquivos de Ruth que o levam a capturar um cirurgião que ele acredita ser o Lobo que Meyer executa. No entanto, Meyer não recita uma oração que jurou a Ruth que faria se algum dia alcançasse o Lobo, levando um horrorizado Jonah a juntar as peças e perceber que Meyer é na verdade o Lobo. Zuchs confessa, explicando que ele matou o verdadeiro Meyer para tirar sua identidade e escapar dos soviéticos, enquanto mais tarde se submetia a uma cirurgia plástica (do cirurgião da SS que ele acabou de matar) para completar a transformação. Tendo vivido uma vida judaica por trinta anos, Zuchs insiste que se arrepende de suas ações e que uma visita de Ruth um ano antes o inspirou a reunir os Caçadores como penitência. Apesar de uma visão de Ruth tentando acalmá-lo, Jonah mata Zuchs e revela a verdade aos outros caçadores horrorizados. Harriet, depois de consultar uma mulher não identificada, sugere aos Caçadores restantes que continuem sua missão na Europa. Mizushima é sequestrado e levado para a Argentina, onde descobre que o Coronel está vivo, sua identidade é Eva Braun e ela está morando com Adolf Hitler e quatro garotos idênticos de aparência ariana. |                                                                                         |                     |                                       |                         |

## Contexto
O escritor do Digital Spy, David Opie, considerou um programa sobre heróis judeus como Hunters importante, devido à marginalização da religião judaica no cenário de super-heróis fictícios, apesar da existência de super-heróis famosos que são judeus como Feiticeira Escarlate, Kitty Pryde, o Coisa e Arlequina e aspectos judaicos da criação do Superman por Joe Shuster e Jerry Siegel.
Hunters foi lançado em 2020, uma época em que a ascensão do anti-semitismo, da supremacia branca e outras formas de fanatismo aumentaram significativamente nos últimos anos em todo o mundo; naquele mesmo período viu filmes como Infiltrado na Klan (2018) e séries como Watchmen (2019) apresentando tramas sobre como caçar neo-nazistas. O judeu David Weil, no entanto, sentiu formas "casuais" de anti-semitismo ocorrendo ao longo de sua vida, como piadas sobre "judeus em fornos" e suásticas espalhadas em sua escola. Hunters também está longe de ser a primeira mídia a envolver protagonistas na caça aos nazistas, já que também incluíram filmes como The Odessa File, Apt Pupil (1998), The Boys from Brazil (1978) e Marathon Man (1976), como também conteúdo sobre zumbis nazistas.

## Produção

### Desenvolvimento
Eu acho que como um jovem garoto judeu crescendo em Long Island, em Nova York, há sentimentos de querer ser poderoso. Você raramente vê judeus descritos como super-heróis; como tendo poder e força. Freqüentemente, são nebulosos, Woody Allen ou muito intelectuais. Mas ter o poder de reivindicar seu lugar e obter justiça para seus ancestrais é definitivamente a realização de um desejo. E foi isso que os Hunters se tornaram.— O criador do Hunters, David Weil, em entrevista ao Digital Spy (em inglês)
A inspiração do criador David Weil para os Hunters foram as histórias de ninar sobre as experiências da Segunda Guerra Mundial contadas por sua avó Sarah, que era uma sobrevivente do campo de Birkenau em Auschwitz; as histórias tiveram um impacto duradouro em David porque eram sobre "grande bem contra o mal terrível "e tinha temas de" esperança, coragem e sobrevivência ", elementos que ele também notou em histórias de super-heróis em quadrinhos que ele lia. Outras razões para a criação do programa foram a "falta de super-heróis judeus" no cinema e na televisão, citando exemplos de filmes sobre a Alemanha nazista como Inglourious Basterds (2009) e A Lista de Schindler (1993) com protagonistas não judeus,e um desejo expor "verdades ocultas" e ajudar aqueles "que sempre se sentiram processados, que permanecem com traumas e injustiças" em resposta ao "crescente anti-semistismo, racismo, xenofobia".
Apesar de o diretor de Corra!, Jordan Peele e Weil, ter uma "bíblia de 80 páginas" do programa escrita, a maioria dos compradores desconfiava do projeto e se recusava a comprá-lo; o criador sugeriu que era devido à premissa da série de "uma banda diversa de 'outros' se levantar e tentar recuperar o poder de alguma forma" não sendo típica no entretenimento mainstream. A diretora da Amazon Studios, Jen Salke, comprou a série. Nikki Toscano se juntou como produtora por seu conceito ambicioso: "Acho que a justaposição da cidade de Nova York dos anos 1970 com o Holocausto, com um pouco da leviandade e do humor, foi certamente um desafio para equilibrarmos. Mas foi um desafio que pensei ser um obstáculo que valia a pena tentar superar."
Em 17 de maio de 2018, foi anunciado que a Prime Video havia dado à produção um pedido direto para a série para uma primeira temporada consistindo de dez episódios. Weil foi definido como produtor executivo ao lado de Jordan Peele, Tom Lesinski, Jenna Santoianni e Win Rosenfeld. Esperava-se que Weil também escrevesse para a série. As produtoras envolvidas com a série foram programadas para consistir em Monkeypaw Productions e Sonar Entertainment. Em 7 de agosto de 2018, foi anunciado que Nikki Toscano havia se juntado à produção como produtor executivo e também serviria como co-showrunner ao lado de Weil. Em 3 de agosto de 2020, a Amazon renovou a série para uma segunda temporada.

### Escolha do elenco
Em 13 de dezembro de 2018, foi relatado que Logan Lerman estava em negociações para um papel principal na série, Jonah Heidelbaum. Em 10 de janeiro de 2019, foi relatado que Al Pacino estava finalizando um acordo para um papel principal na série. Em 7 de fevereiro de 2019, foi relatado que Jerrika Hinton, Dylan Baker, Lena Olin, Greg Austin, Catherine Tate, Tiffany Boone, Saul Rubinek e Carol Kane estavam em vários estágios de negociações para se juntar ao elenco da série. Quatro dias depois, foi anunciado que Boone havia oficialmente se juntado ao elenco. Josh Radnor foi escalado em março. Em abril de 2019, Kate Mulvany, James LeGros, Ebony Obsidian, Caleb Emery, Henry Hunter Hall e Jeannie Berlin se juntaram ao elenco da série, com Mulvany se juntando como regular da série.

### Filmagens
A cena do boliche foi a cena da audição de Austin, bem como a primeira sequência que ele filmou para a série, e uma tomada contínua onde seu personagem fala com o congressista antes do boliche, uma greve foi feita em uma tomada.

## Temas e recursos visuais
Você deve ler a Torá mais. É a história em quadrinhos original— Meyer Offerman (em inglês)
Segundo Weil, “o objetivo deste espetáculo é um conto alegórico em muitos aspectos, para traçar paralelos entre os anos 30 e 40 na Europa e os anos 70 nos Estados Unidos e especialmente hoje com o racismo e o anti-seminitismo e a xenofobia , os gostos que não vemos há décadas."
Como David Weil colocou, "Hunters é sobre um grupo de pessoas que raramente são retratadas como super-heróis" e incorpora a iconografia para mostrar os personagens judeus como super-heróis que reivindicam seu poder; um exemplo é o uso da coloração amarela nos trajes e nas armas dos caçadores como forma de recuperar a cor do distintivo amarelo dos judeus. Weil também experimentou um heroísmo semelhante nos flashbacks dos prisioneiros no campo de Auschwitz.
Em termos de gênero, Hunters é uma mistura de vários estilos: "uma lembrança angustiante do sofrimento do Holocausto, uma fantasia de vingança satisfatória, uma peça de época sensacional e uma comédia de humor negro", rotulado Joshua Rivera do The Verge. Ben Travers, do IndieWire, classificou-o como um thriller de comédia negra que é "extremamente violento e extremamente bobo; ele respeita o drama inerente a qualquer história do Holocausto, embora ainda permita que os fãs desfrutem da busca ficcional de vingança. Para cada conversa sobre justiça e vingança, moralidade e responsabilidade, certo e errado, há um anúncio falso sobre localizar nazistas ou uma sequência de dança definida como 'Staying Alive'." Matthew Gilbert do The Boston Globe comparou sua comédia e aparência às obras dos irmãos Coen e Quentin Tarantino. Prahlad Srihari, um crítico do Firstpost, também usou uma das obras de Tarantino para descrevê-lo como uma combinação do filme do diretor Inglourious Basterds (2009) e Munich (2005) de Steven Spielberg.
Lutar contra indivíduos que cometeram crimes graves com ações como violência é um dilema moral comum com o qual os caçadores titulares lidam; Rubinek explicou que isso era importante, pois a mensagem do folclore judaico do golem é que "monstro que fica violento e protege os judeus, também se torna violento de forma inadequada e deve ser eliminado". Weil afirmou que a questão principal da história é: "Se você caça monstros, corre o risco de se tornar um monstro?"  "Algumas das maiores questões temáticas dos Caçadores giram em torno de se os fins justificam os meios ou se a busca por vingança corre o risco de corromper aqueles que os procuram, "Rivera colocou de forma mais específica. Para Jonah, ele é "pressionado e puxado entre se afirmar como um caçador e, se não tiver empatia com os caçados, acreditar que existe uma maneira mais humana de responsabilizá-los. Jonah é ingênuo e brando por ficar chocado com as táticas do time? Ou ele está se exercitando melhor julgamento moral porque ele viveu fora das condições desumanas que enfrentaram? " escreveu Travers.
Toscano explicou que ela e os escritores, embora não simpatizassem com os nazistas, estavam tentando retratá-los como humanos em vez de caricaturas, percebendo que havia um "espectro do mal com o qual estamos lidando. Há um extremo [e então] são outros nazistas que têm várias explicações: 'Eu estava seguindo ordens; era criança'"
Referências à cultura pop são usadas relacionadas a este conflito moral; por exemplo, em uma conversa entre Jonah e seus dois amigos depois de ver Star Wars (1977), Jonah jocosamente supõe que Darth Vader está atrás dos rebeldes Jedi porque ele foi criado para acreditar que eles iriam "bombardear seus pais, decapitar seus amigos, sequestrar todos os garotas galácticas quentes para orgias de sabre de luz. Vader não se levanta todos os dias procurando destruir a galáxia. Ele se levanta todas as manhãs acreditando que precisa salvá-la." Os amigos de Jonah respondem que Vader ainda é um assassino, apesar do bem intenções, e Jonah responde dizendo que heróis como Batman e Superman são da mesma forma.
Um tabuleiro de xadrez também é usado repetidamente nas imagens do show (incluindo em sua introdução para apresentar as batalhas do bem contra o mal como um jogo complicado.
Para se diferenciar da maioria dos outros programas com um contexto histórico que, para Toscano e Weil, parecia "uma aula de história", os dois optaram pelo estilo "gibi", com mistura de tomadas com cores "poppy" e tomadas com de - cores saturadas, "aterradas"; Weil explicou que o objetivo era apresentar uma mensagem de que o que "parece uma história em quadrinhos" acaba "cintilando [muito] real". Geralmente, as sequências ambientadas na década de 1970 têm uma paleta de cores mais chamativa, enquanto as cenas nos campos de Auschwitz têm cores mais suaves. Gomez-Rejon teve a ideia de usar janelas como painéis para o show. Segundo Lerman, o personagem principal trabalha em uma loja de quadrinhos e um dos temas principais das histórias são as diferenças morais entre os quadrinhos e a vida real; por exemplo, "você tem que ser mau" em vez de um super-herói para derrotar vilões, que é a visão de Pacino quando treina Jonas para se tornar um caçador.
Como Film Inquiry descreve a variedade de tons de Hunters, "para cada colóquio naturalista, há um pouco de brilho e leviandade ao compilar filmagens especiosas (geralmente na forma de um anúncio de televisão) envolvendo a equipe inter-racial e inter geracional de lutadores nazistas. (Em um ponto no episódio 3, Logan Lerman irrompe em um número musical.)"

## Recepção
Após o lançamento de sua primeira temporada, Hunters recebeu críticas polarizadas, com elogios por sua premissa, mensagens, sequências de ação e performances, mas críticas por sua narrativa, tom inconsistente, ritmo, imprecisões históricas e conclusão. Uma crítica favorável resumiu o show como "audacioso, tonalmente complexo, nem sempre no controle de sua mensagem, visualmente cativante e, particularmente em seus flashbacks sombrios para as brutalidades e a coragem nos campos de extermínio, movendo-se," enquanto um de seus mais duros detratores o rotularam de "irregular, estranho", muitas vezes enfadonho "e" meio nojento ".
A avaliação do site Rotten Tomatoes deu para a série um índice de 64% de aprovação dos críticos e com uma classificação média de 6,21/10 baseado em 107 comentários. O site disse: "Impulsionada por um elenco forte e um senso de justiça ainda mais forte, a primeira temporada elegante de Hunters não sempre acertou o alvo, mas quando isso aconteceu, atingiu uma recompensa polpuda." O Metacritic, que usa uma média ponderada, atribuiu uma pontuação de 55/100 com base em comentários de 37 críticos, o que indica "críticas mistas ou médias ".
A falta de desenvolvimento dos Hunters foi uma crítica frequente. Srihari criticou Biff Simpson por não ser o principal antagonista em vez do Coronel, "que é mais Cruella de Vil do que excepcionalmente mau, apesar do resultado final da temporada," enquanto Rivera criticou o personagem de Jonas, sentindo que todos os seus conflitos, como aqueles em sua vida pessoal, são apenas para servir à história: "Isso faz com que todos os seus grandes momentos pareçam ocorrer no vácuo - especialmente quando ele está emparelhado com os outros Caçadores."